# György brit királyi herceg (2013)
György brit királyi herceg (Prince George of Wales; London, 2013. július 22. –) brit királyi herceg. Szülei Vilmos walesi hercege és Katalin walesi hercegné. Húga 2015. május 2-án született Sarolta brit királyi hercegnő. 2018. április 23-án megszületett öccse, Lajos brit királyi herceg. Jelenleg apja után a második a brit trónöröklési rendben.

## Származása
A herceg apai ágon a Windsor brit királyi uralkodócsaládba, anyai ágon a polgári Middleton családba született. II. Erzsébet brit királynő dédunokája, III. Károly brit király unokája, születésénél fogva a második helyet foglalja el a brit trónöröklési rendben édesapja, Vilmos walesi herceg után.

## Születése

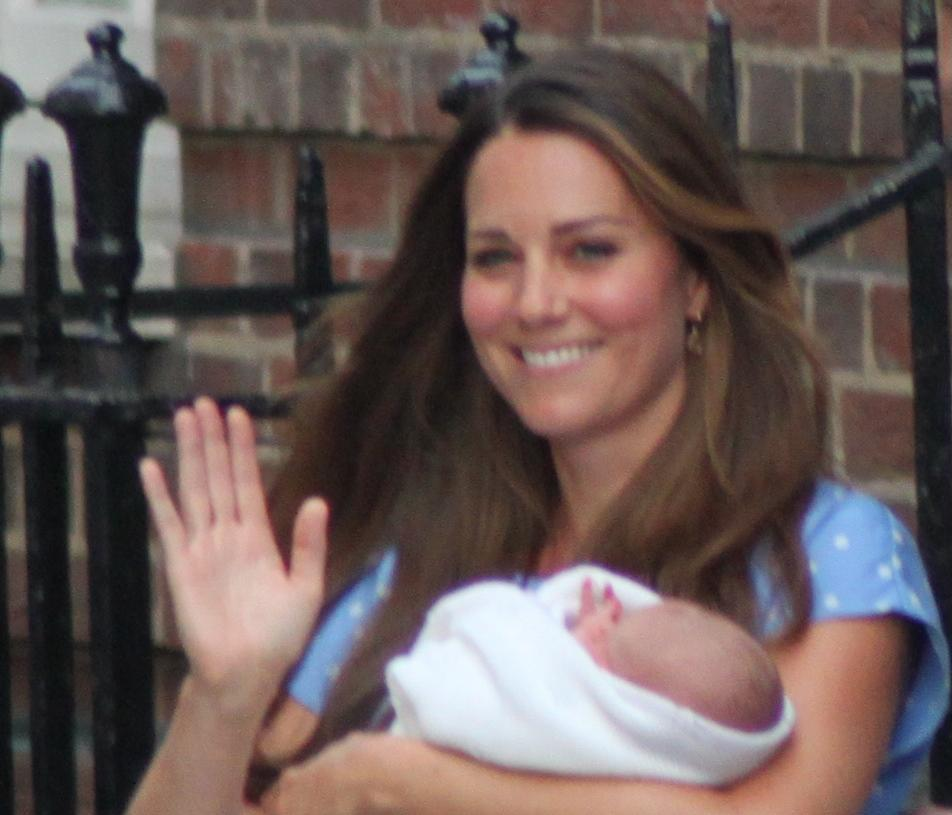
György brit királyi herceg édesanyjával egy nappal születése után, az St Mary’s Hospital előtt

Anyja, Katalin 2012. december 3-án jelentette be hivatalosan terhességét.
György herceg Londonban, a St. Mary’s Hospitalban született. Anyja terhességét élénk sajtóérdeklődés kísérte, mely a szülés megindulásának hírére tovább fokozódott. A cambridge-i hercegnét július 22-én hajnalban szállították kórházba. A herceg július 22-én, helyi idő szerint 16.24-kor született meg, de nevét csak július 24-én hozták nyilvánosságra.

## Keresztszülei
György herceg keresztelőjét 2013. október 23-án tartották a St James's Palace királyi kápolnájában. A szertartást a canterbury érsek, Justin Welby vezette. A herceg keresztszülei Oliver Baker, Emilia Jardine-Paterson, Hugh Grosvenor, Westminster hercege, Jamie Lowther-Pinkerton, Julia Samuel, William van Cutsem és Zara Phillips.

## Címei
- 2013. július 22. – 2022. szeptember 8.: Ő királyi fensége György Sándor Lajos Cambridge-i herceg (His Royal Highness Prince George Alexander Louis of Cambridge)[9]
- 2022. szeptember 8. – 2022. szeptember 9.: Ő királyi fensége György Sándor Lajos cornwalli és Cambridge-i herceg (His Royal Highness Prince George Alexander Louis of Cornwall and Cambridge)
- 2022. szeptember 9. – : Ő királyi fensége György Sándor Lajos walesi herceg (His Royal Highness Prince George  Alexander Louis of Wales)

A brit királyi család tagjaként nincs családi neve, de apja címéből a Walest használja családnévként.